# Abordagem neurolinguística
A abordagem neurolinguística é um método pedagógico utilizado no ensino/aquisição de línguas segundas ou estrangeiras (abreviadas em L2/LE) em meio escolar, privilegiando a habilidade em comunicar, simultaneamente, tanto no oral como no escrito. Ela é também conhecida no Canadá sob o nome de “francês intensivo” (FI).

## Contexto
A ANL foi concebida no Canadá por Claude Germain (Departamento de Didática de Línguas, Universidade do Quebec, Montreal) e Joan Netten (Faculdade de Educação, Memorial University of Newfoundland no contexto da influência crescente das neurociências educativas emergentes. Ela se apoia principalmente nas pesquisas de Michel Paradis (1994, 2004, 2009) de MacGill University e o Instituto de Ciências Cognitivas, Universidade do Quebec em Montreal (UQAM), de Nick Ellis (Centro de Sistema Complexos, University of Michigan) e de Norman Segalowitz (2010) do TESOL Centre, Concordia University (Montreal) e  também se inspira nas concepções de Vygotsky (1997) sobre interação social.
O que caracteriza a ANL é a necessidade de desenvolver de maneira independente, em sala de aula, os dois componentes presentes em qualquer comunicação efetiva: uma competência implícita ou habilidade em utilizar espontânea e oralmente uma L2/LE e o saber explícito, ou conscientização da maneira como uma língua funciona, regras de gramática e vocabulário. Essa dimensão da abordagem é baseada nas pesquisas de Paradis (1994, 2004) e de Nick Ellis (2011). Na verdade, as pesquisas de Paradis mostram uma clara distinção entre o saber explícito, que é o saber consciente do uso de uma L2/LE e que é aprendido graças às regras (noticing) e às explicações, e a competência implícita que só pode ser adquirida de maneira não consciente pela utilização da língua em situações de comunicação autênticas.
Na ANL, a competência implícita é designada como gramática interna. Ela é constituída de uma rede de conexões neurais   formada no cérebro graças à utilização frequente dos mesmos percursos ou circuitos; NÃO são regras, mas regularidades estatísticas frequentes de estruturas linguageiras (Paradis 2004; Ellis, 2011). De fato, na ANL, o saber explícito é designado como gramática externa, o que mostram as pesquisas de Paradis é justamente que o saber explícito (gramática externa) se refere à memória declarativa, enquanto que a competência implícita (gramática interna), que é uma habilidade, se refere principalmente à memória procedural (Germain e Netten, 2013). Segundo Paradis, não existe conexão direta entre esses dois componentes. Enquanto que a gramática externa é ensinada nas classes de maneira relativamente eficaz, não se pode dizer o mesmo da gramática interna. É por isso que os programas regulares de ensino de uma L2/LE, fundamentados em sua maior parte em métodos ou abordagens usuais, não podem levar à aquisição da comunicação espontânea na maior parte dos alunos. Esse é  exatamente o caso dos programas que pretendem recorrer a  uma abordagem  comunicativa mas que, apesar das pretensões teóricas  de seus autores, começam por ensinar o saber explícito (regras de gramática, ou o saber fundamentado, na maioria das vezes sobre a língua escrita) antes de fazer adquirir a competência implícita, o que é  justamente a marca  da língua oral (Germain e Netten, 2005, 2013b, Germain, 2017, 2018).

## Princípios fundamentais
A ANL é baseada em cinco princípios fundamentais, elaborados por Germain e Netten (2011, 2012a12; Netten e Germain, 2012), afim de criar as condições necessárias, em sala de aula, para que os alunos  primeiro desenvolvam  oralmente uma comunicação espontânea em L2/LE antes de recorrer ao saber explícito sobre a língua, como no caso das atividades de leitura e escrita (Germain e Netten , 2013b; Germain, 2017).

### Aquisição da gramática interna (competência implícita)
Afim de criar em sala de aula uma atmosfera na qual um número limitado de estruturas da língua é utilizado e reutilizado com suficiente frequência para assegurar o desenvolvimento de patterns, ou de conexões neurais na memória procedural do aluno, cada unidade pedagógica apresenta três ou quatro funções de comunicação ligadas umas às outras assim como ao tema da mesma. Cada função é apresentada e utilizada individualmente em situações diferentes, afim de dar lugar a breves conversações pessoais entre os alunos. No fim da unidade, as funções são combinadas afim de dar lugar a discussões mais complexas sobre o assunto. Assim, a língua oral é aprendida pelo aluno num contexto de conversação. A importância de um contexto, afim de permitir uma transferência efetiva para outras situações, foi confirmada pelos recentes trabalhos de pesquisa de Segalowitz em neurociências cognitivas, em virtude notadamente do PTA (processo de transferência apropriado); em inglês: TPA (transfer appropriate processing) (Segalowitz, 2010).

### Recurso para uma perspectiva baseada na literacia no ensino de uma L2/LE
A literacia é normalmente entendida como a capacidade de usar a língua para interpretar e compreender o ambiente a nossa volta. Uma perspectiva baseada na literacia permite ao professor de considerar a aprendizagem de uma língua como o desenvolvimento de habilidades mais do que de saberes. Além do mais, isso significa priorizar o desenvolvimento oral, ponto de vista confirmado pelas recentes pesquisas em neurodidática (Huc e Smith, 2008), que preconizam o desenvolvimento da produção oral antes da leitura e escrita. Os textos usados em leitura, assim como os temas de composições escritas, trabalham o mesmo tema e consistem na utilização das mesmas estruturas antes desenvolvidas no oral. A leitura e a escrita são ensinadas diretamente na L2/LE, sem recorrer à tradução. As estratégias usadas são semelhantes as que são utilizadas no ensino da língua materna para o desenvolvimento da literacia, mas devem ser modificadas. Por exemplo, pode colocar se mais ênfase na preparação oral antes de ler e escrever, o que se torna obrigatório quando se trata do desenvolvimento da literacia em uma L2/LE, levando em conta o fato de que a gramática interna dos alunos é consideravelmente mais limitada do que a daqueles que aprendem a ler e escrever em língua materna (Germain e Netten, 2005, 2012, 2013b; Germain, 2017). Uma perspectiva baseada na literacia permite igualmente de abordar a gramática externa após a utilização da língua oral e de maneira contextual (observação de pontos gramaticais no texto de leitura e utilização desses casos observados no momento de escrever parágrafos).

### Recurso para uma pedagogia do projeto
Para se adquirir uma gramática interna, mais do que na língua, a atenção deve ser dada, antes de tudo, à mensagem, já que a gramática interna não pode ser adquirida senão de maneira não-consciente, quer dizer, sem prestar, conscientemente, atenção nas formas da língua (Paradis, 1994, 2004, 2009) Para facilitar a criação de situações significantes e de tarefas interessantes e cognitivamente exigentes para os alunos, o  conteúdo das unidades pedagógicas é organizado em sequência, indo de alguns mini projetos a um projeto final. As atividades propostas não são  portanto isoladas e requerem participação ativa dos alunos, o que implica outros mecanismos cerebrais, necessários para uma aprendizagem bem sucedida da língua (Paradis, 2004) Esse tipo de organização permite igualmente utilizar e reutilizar as estruturas de linguagem de cada unidade, permitindo ao professor ajudar o aluno a aprender, aumentando gradualmente o nível de dificuldade das tarefas e das estruturas de linguagem.

### Utilização de situações de comunicação autênticas
A habilidade em comunicar com espontaneidade só se desenvolve se recorrermos a comunicações autênticas. Ela não seria aprendida com exercícios controlados ou pela memorização de diálogos (R.Ellis, 1997) onde a linguagem aprendida dessa maneira prioriza as formas linguageiras e é estocada na memória declarativa. Assim, esse tipo de linguagem não é suficientemente contextualizado para ser recuperado pelo cérebro, em situações de comunicação real, em virtude do “processo de transferência apropriado” (Segalowitz,2010). Além do mais, só a comunicação autêntica apela para outros mecanismos cerebrais que são necessários para que haja efetivamente aquisição, como aqueles mecanismos ligados à motivação.(Paradis, 2004) Toda comunicação em sala de aula, na perspectiva ANL, é autêntica : o professor não faz perguntas que não sejam realistas e as respostas dos alunos são sempre pessoais. A comunicação se faz sempre em L2/LE.

### Usando estratégias de ensino interativas
A interação entre os alunos em L2/LE é um ingrediente essencial para o desenvolvimento da gramática interna e da capacidade de comunicar com espontaneidade. Na ANL, para facilitar a interação, recorre-se a cinco etapas de ensino da produção oral, assim como encorajar as atividades em pares ou pequenos grupos, sempre ao longo das unidades de ensino. No entanto, os alunos são preparados linguisticamente para utilizar as estruturas, que eles necessitam para realizar as tarefas pedidas, mas as interações são autênticas nesse sentido, onde os alunos exprimem seus próprios pensamentos. Por outro lado, existem também três outras estratégias específicas de ensino que são recomendadas: fluência, precisão e estimulação da escuta. De fato, os alunos devem responder utilizando frases completas assim que eles aprendam as novas estruturas de linguagem, de maneira a facilitar a construção de suas gramáticas internas e a recorrer à L2/LE com fluência. Para a gramática interna, a precisão é assegurada pela correção de sempre dos erros no oral, e a reutilização pelo aluno das estruturas corrigidas (Lyster,1998). É a correção dos erros no oral que substitui, de certa forma, o ensino das regras de gramática para o desenvolvimento da gramática interna. Quanto à estimulação da escuta, ela substitui os exercícios habituais de compreensão oral: trata-se aqui de “forçar de alguma forma os alunos a escutar constantemente o que o professor e os outros alunos dizem” (Germain, 2017, p.89). Na ANL, recorre-se a oito estratégias, para o ensino/aprendizagem, tanto da leitura como da escrita.
No momento atual (2014), encontram-se várias aplicações da ANL, sobretudo o programa de FI no Canadá e um programa de ensino do francês em uma universidade e em um colégio na China. O programa de FI no Canadá, que se dirige aos alunos de 5a e 6a série (11 ou 12 anos) e continua até o fim da escola secundária, iniciou-se na província de Terre-Neuve-et-Labrador em 1998. A partir desta data, ela se espalhou por praticamente todas as províncias e territórios canadenses (na província majoritariamente francófona do Quebec, existe um programa de inglês intensivo que é similar, mas não idêntico ao FI, pois ele não repousa sobre os princípios da ANL). Mais de 62.000 alunos participaram do programa de FI no Canadá desde a sua criação. Na China, desde 2010, o programa que se dirige a jovens adultos de aproximadamente 19 anos, na Universidade Normal da China do Sul, em Guangzhou – em francês: Cantão (Gal Bailly, 2011; Ricordel, 2012) suscita muito interesse da parte de outras instituições chinesas (por exemplo, em um liceu onde ela foi implantada desde2014), assim como no Japã0, na Tailândia, no Irã, na Bélgica, na França, no Brasil, no México e na Colômbia (Germain, 2017).
Esses programas foram desenvolvidos sob a direção dos co-conceptores da ANL. Atualmente outras aplicações da ANL estão em desenvolvimento no Canadá por outros profissionais afim de ensinar certas línguas das Primeiras Nações ao Yukon e nos Territórios-do-Nordeste, assim como em Saskatchewan e na Ilha-do-Príncipe-Édouard, e também como na região da Baie James (no Quebec) para o ensino do inglês, do francês e do Cri. Todo recurso curricular que obedece aos princípios da ANL pode ser adaptado para ensinar as habilidades de comunicação em qualquer L2/LE, como nos fazem crer duas tentativas universitárias recentes de ensino/aprendizagem da língua espanhola, com francófonos do Quebec (mais precisamente: na UQAM- Universidade do Quebec em Montreal) e com os japoneses.